# Thung lũng tượng đài

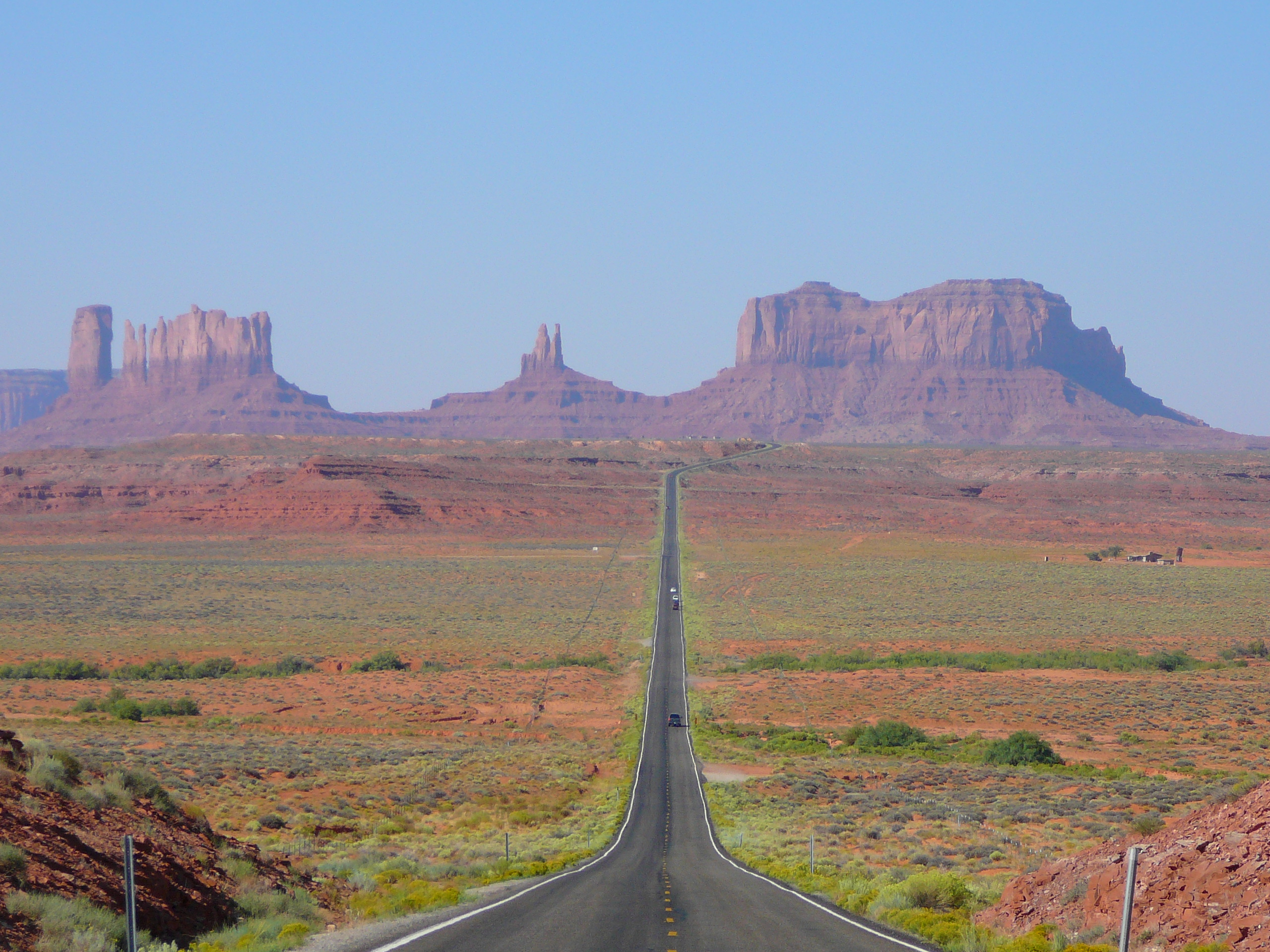
Quang cảnh Thung lũng Tượng đài tại Utah, nhìn về phía nam trên Quốc lộ Hoa Kỳ 163 cách phía bắc ranh giới giữa Arizona và Utah 13 dặm Anh

Thung lũng tượng đài (tiếng Anh: Monument Valley) là một khu vực thuộc Cao nguyên Colorado ở Hoa Kỳ. Đặc điểm của thung lũng này là có 1 nhóm mô đất sa thạch to lớn, nhô lên cao với nhiều hình dạng. Mô đất lớn nhất nhô lên khỏi đáy thung lũng khoảng 300 mét (1000 ft). Thung lũng này nằm ở ranh giới phía nam của tiểu bang Utah và phía bắc tiểu bang Arizona (ở vị trí 36°59′B 110°6′T / 36,983°B 110,1°T), gần khu vực có tên gọi là "bốn góc" nơi mà ranh giới của bốn tiểu bang Arizona, Utah, Colorado và New Mexico hội tụ lại với nhau. Thung lũng nằm trong tầm của Khu vực tự trị Xứ Navajo, có thể đến được bằng xe hơi từ Quốc lộ Hoa Kỳ 163. Tên gọi tiếng Navajo cho thung lũng là Tsé Bii' Ndzisgaii (nghĩa là Thung lũng Đá).

## Địa chất

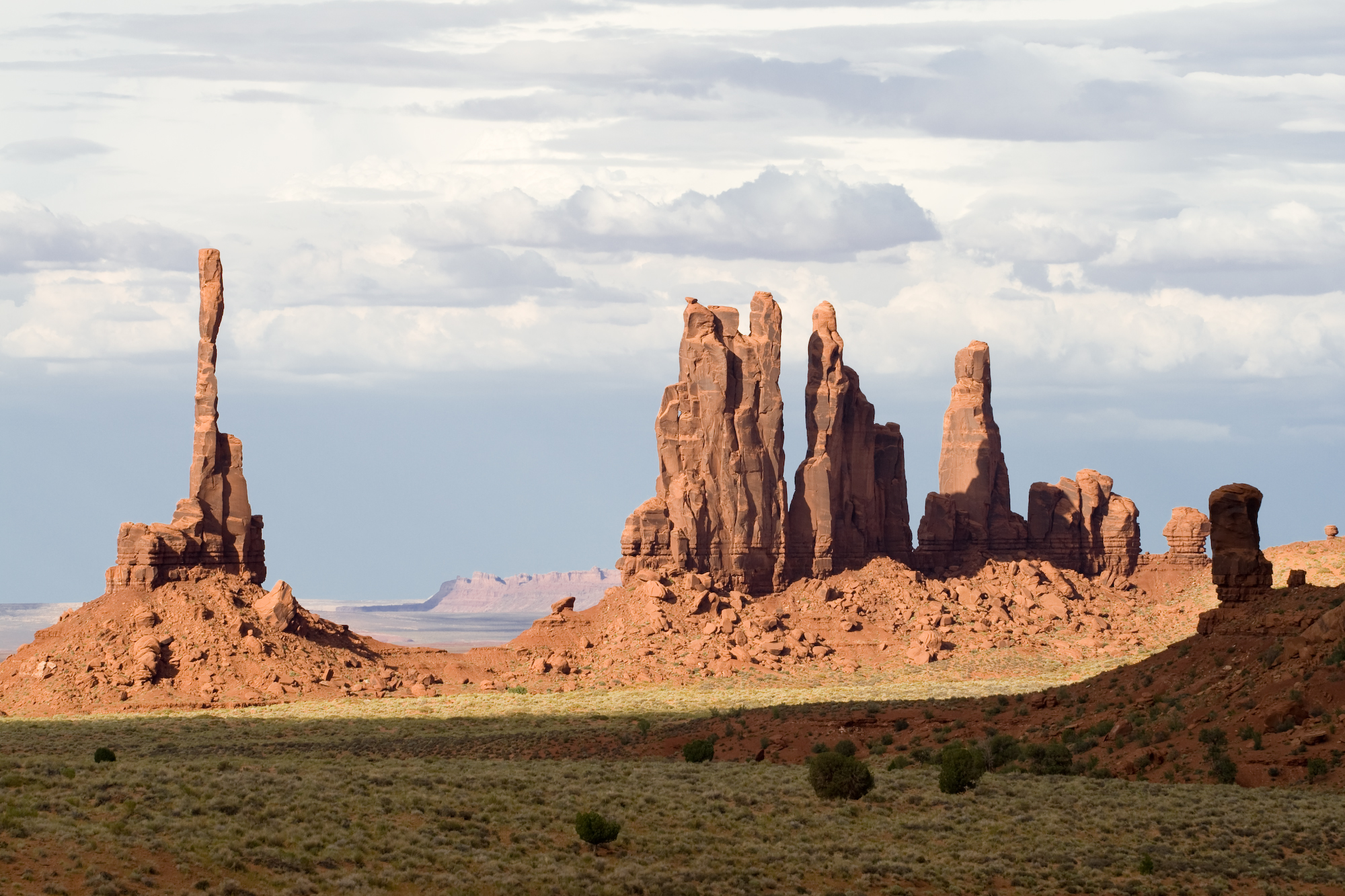
Hình thể cột trong Công viên Bộ tộc Navajo Thung lũng Tượng đài.

Khu vực này là một phần của Cao nguyên Colorado. Nền thung lũng đa phần là đất đỏ bột kết hoặc cát lắng đọng từ những con sông chảy uốn khúc khi bào mòn thung lũng. Màu đỏ sặc sỡ của thung lũng là do oxide sắt bám bên ngoài bột kết bị phong hóa. Đá màu xám xanh đen trong thung thủng là do màu của  oxide mangan.
Các mô đất có hình dạng tầng với ba lớp chính. Lớp dưới cùng là đá phiến sét Organ Rock, giữa là sa thạch de Chelly và trên cùng là đá phiến sét Moenkopi bị phủ một lớp mỏng bột kết Shinarump. Thung lũng gồm có nhiều cấu trúc đá lớn trong đó có "Eye of the Sun" (Mắt mặt trời) nổi tiếng.
Từ năm 1948 và 1967, phần phía nam của thung lũng bị khai thác để lấy urani. Urani phân bố phân tán trong các khu vực có bột kết Shinarump; vanadi và đồng cũng có mặt cùng với urani trong các trầm tích này (xem khai thác urani ở Arizona).

## Du lịch
Thung lũng Tượng đài chính thức là một khu vực lớn bao gồm nhiều khu vực nằm xung quanh Công viên Bộ tộc Navajo Thung lũng Tượng đài. Xứ Navajo rộng tương đương với một công viên quốc gia. Oljato, chẳng hạn, cũng nằm trong khu vực được ấn định là Thung lũng Tượng đài. Tại công viên này có một trung tâm phục vụ du khách, một cửa hàng bán đồ lưu niệm và một nhà hàng. Du khách có thể trả tiền lưu thông và lái xe xuyên qua công viên trên một đường đất dài 17-dặm Anh hay 27 km (cuộc hành trình dài 2-3 tiếng). Các chuyến du lịch cũng sẵn sàng phục vụ và giá cả khoảng từ 40 đến 100 đô la một người, tùy theo dịch vụ và lộ trình cung ứng. Có những phần thuộc thung lũng chỉ có thể đến được bằng chuyến du lịch có người hướng dẫn, ví dụ như Thung lũng Bí ẩn (Mystery Valley) và Hunt's Mesa. Các chuyến du lịch bằng ngựa cũng được cung ứng cả ở trong công viên hay bên ngoài trong khu vực thung lũng. Tiền phí thì khác nhau tùy theo đoạn đường đi ngựa. Chuyến đi ngựa có thể chỉ một tiếng hoặc cũng có thể nghĩ qua đêm và cắm trại. Ngoài ra, các chuyến bay bằng kinh khí cầu cũng sẵn sàng phục vụ từ 1 tháng 5 đến 31 tháng 10. Cũng có các chuyến bay do máy bay nhỏ phục vụ đôi khi cũng có. Thung lũng Tượng đài là một bộ phận của "Grand Circle" mà gồm có Grand Canyon, Mesa Verde, Công viên quốc gia Bryce Canyon, Công viên quốc gia Zion Canyon, Capitol Reef, Đài quốc gia Natural Bridges, Hovenweep, Công viên quốc gia Arches, và nhiều danh lam thắng cảnh khác nữa.

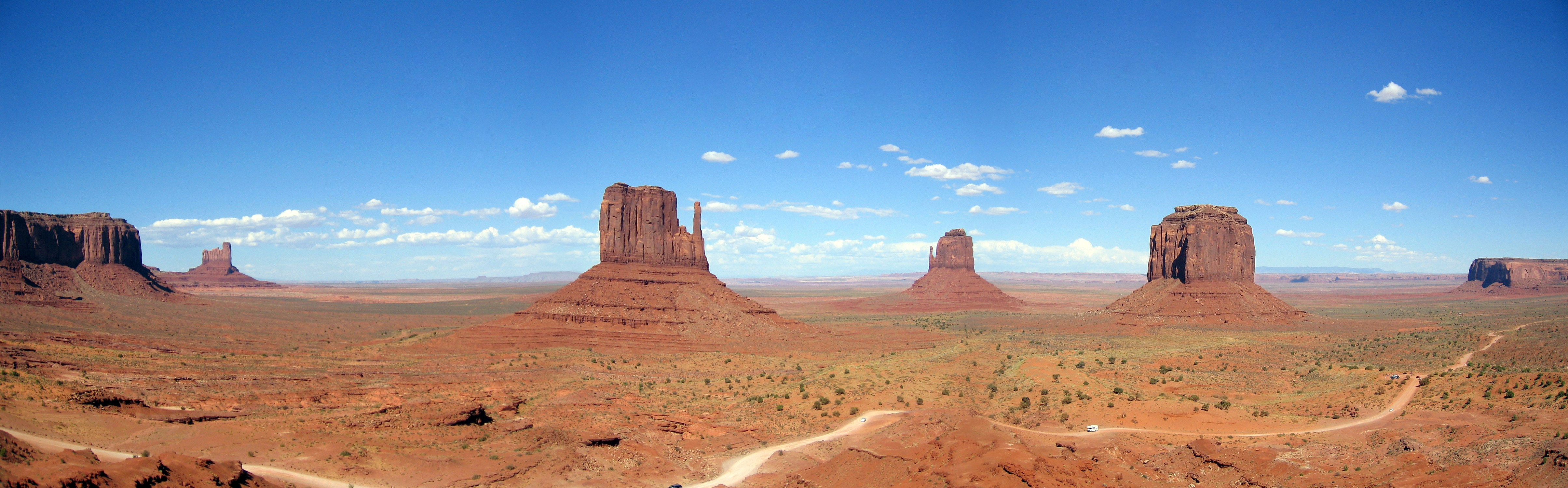
Quang cảnh Thung lũng Tượng đài, chụp từ Trung tâm Du khách, với những chiếc "găng tay" và con đường du lịch chạy vòng quanh khu công viên

## Nghỉ ngơi
Thường thì khó tìm ra một nơi ở nghỉ ngơi gần Thung lũng Tượng đài trong mùa du lịch đỉnh điểm (giữa tháng tư và tháng chín). Các nơi để nghỉ gồm có The View Hotel ở rìa thung lũng, "Goulding's Lodge" nằm cách công viên khoảng 4 dặm Anh, và các nơi dành cho ăn sáng và nghĩ qua đêm như "FireTree Bed and Breakfast" là nơi khách có thể ngủ trong các nhà đơn sơ được xây theo kiểu truyền thống của bộ tộc Navajo. Đất để cắm trại cũng có, trong đó có khu đất trại Goulding và một khu đất trại gần rìa thung lũng do Công viên Bộ tộc Navajo Thung lũng Tượng đài phục vụ. Cũng có các nơi nghỉ ngơi cách công viên xa hơn nằm trong Bluff (50 dặm Anh), Mexican Hat (22 dặm) và Kayenta (khoảng 25 dặm). Mỗi thị trấn nhỏ có một vài nhà nghỉ, ví dụ như Recapture Lodge và Desert Rose Inn ở Bluff, Holiday Inn và Hampton Inn ở Kayenta, và San Juan Inn ở Mexican Hat.

## Hình ảnh

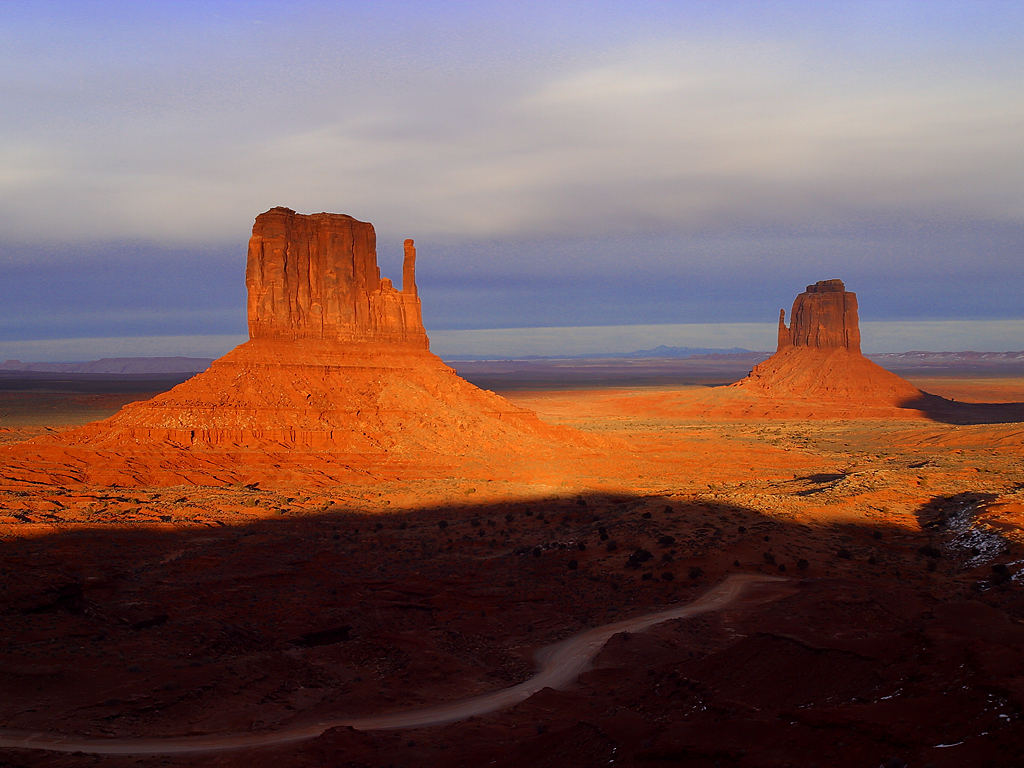
Các mô đất "Găng tay đông" (East Mitten) và "Găng tay tây" (West Mitten)
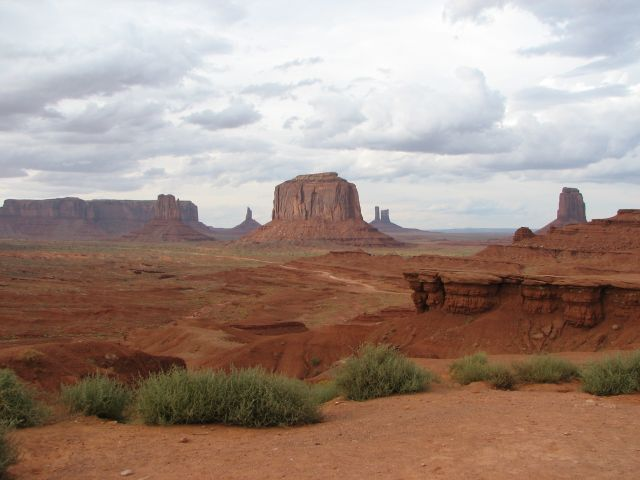
Quang cảnh nhìn từ Điểm John Ford
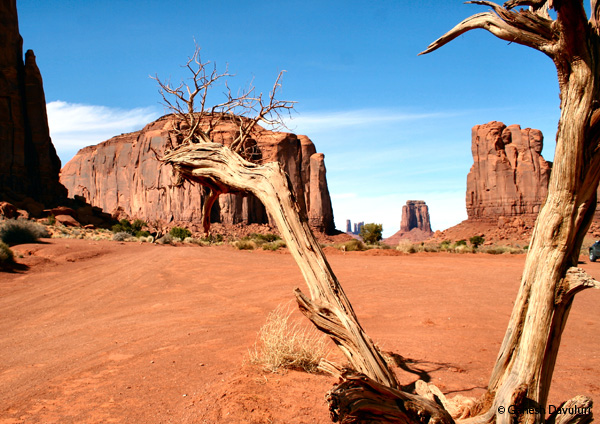
"North Window"
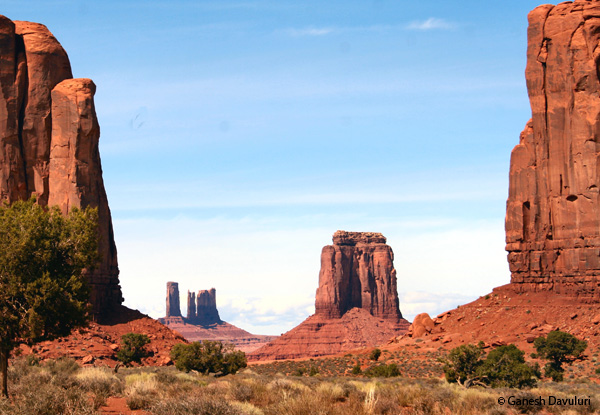
"North Window"
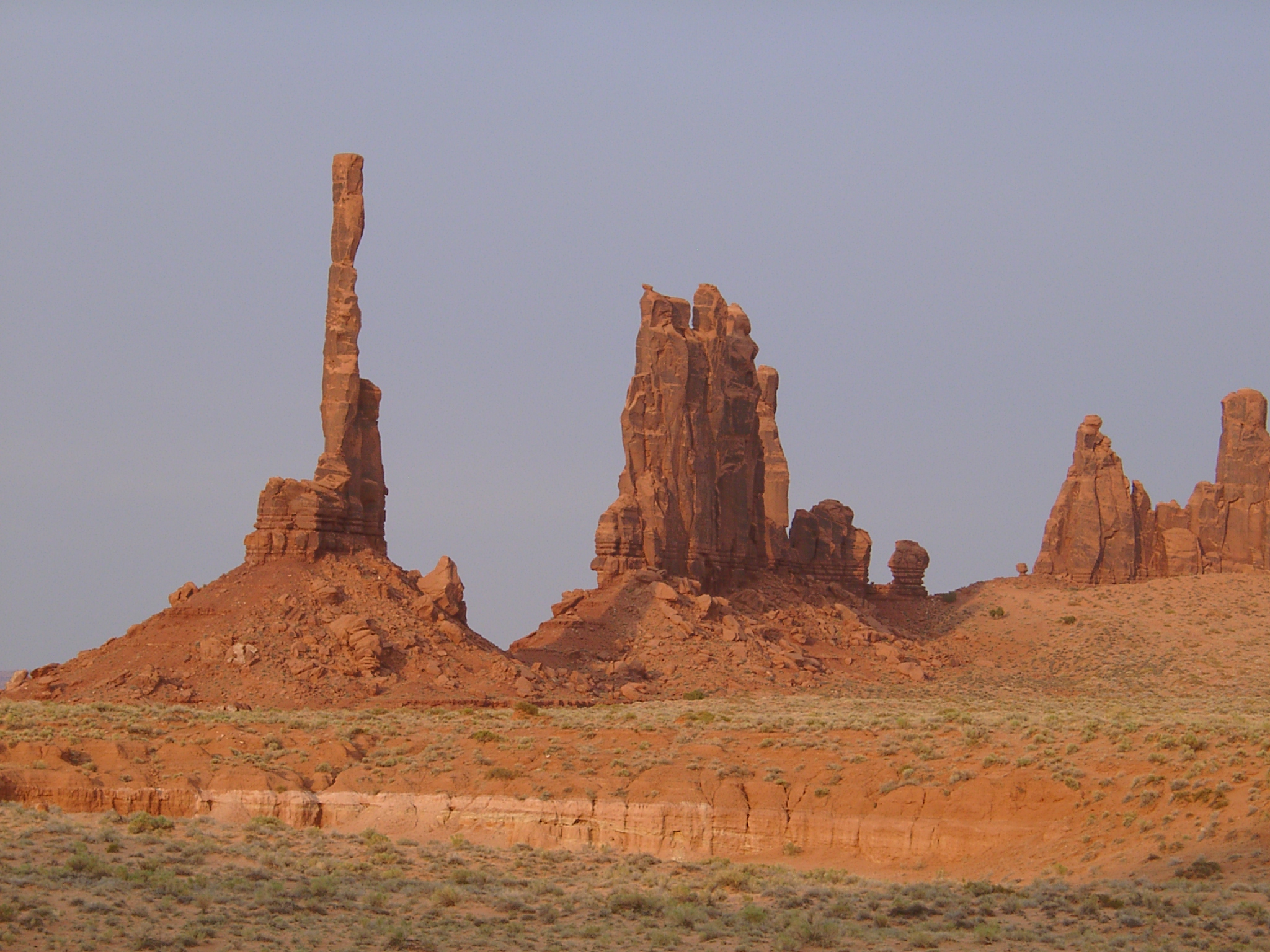
Cột Tổ vật (Totem Pole)
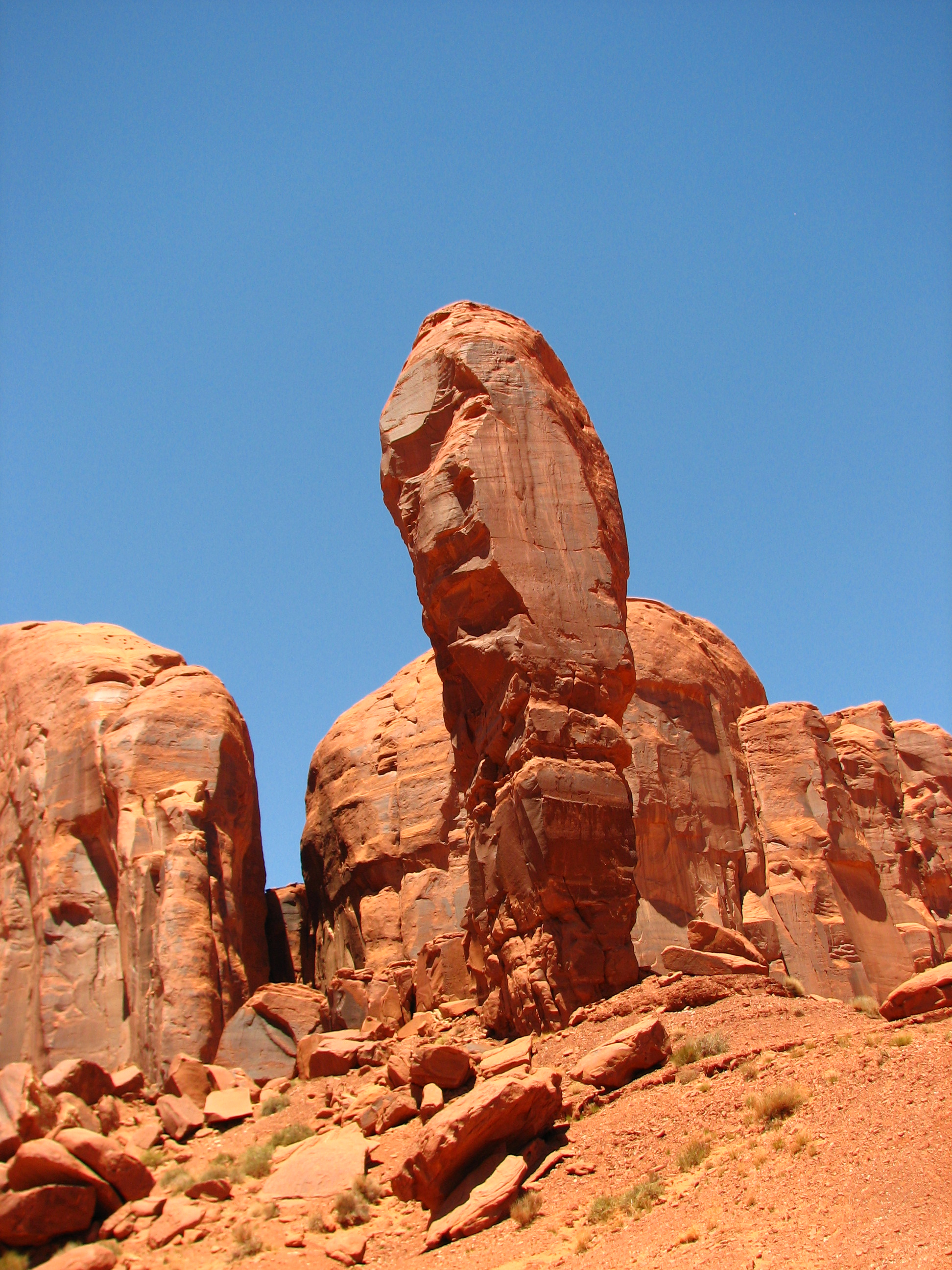
"Ngón tay"
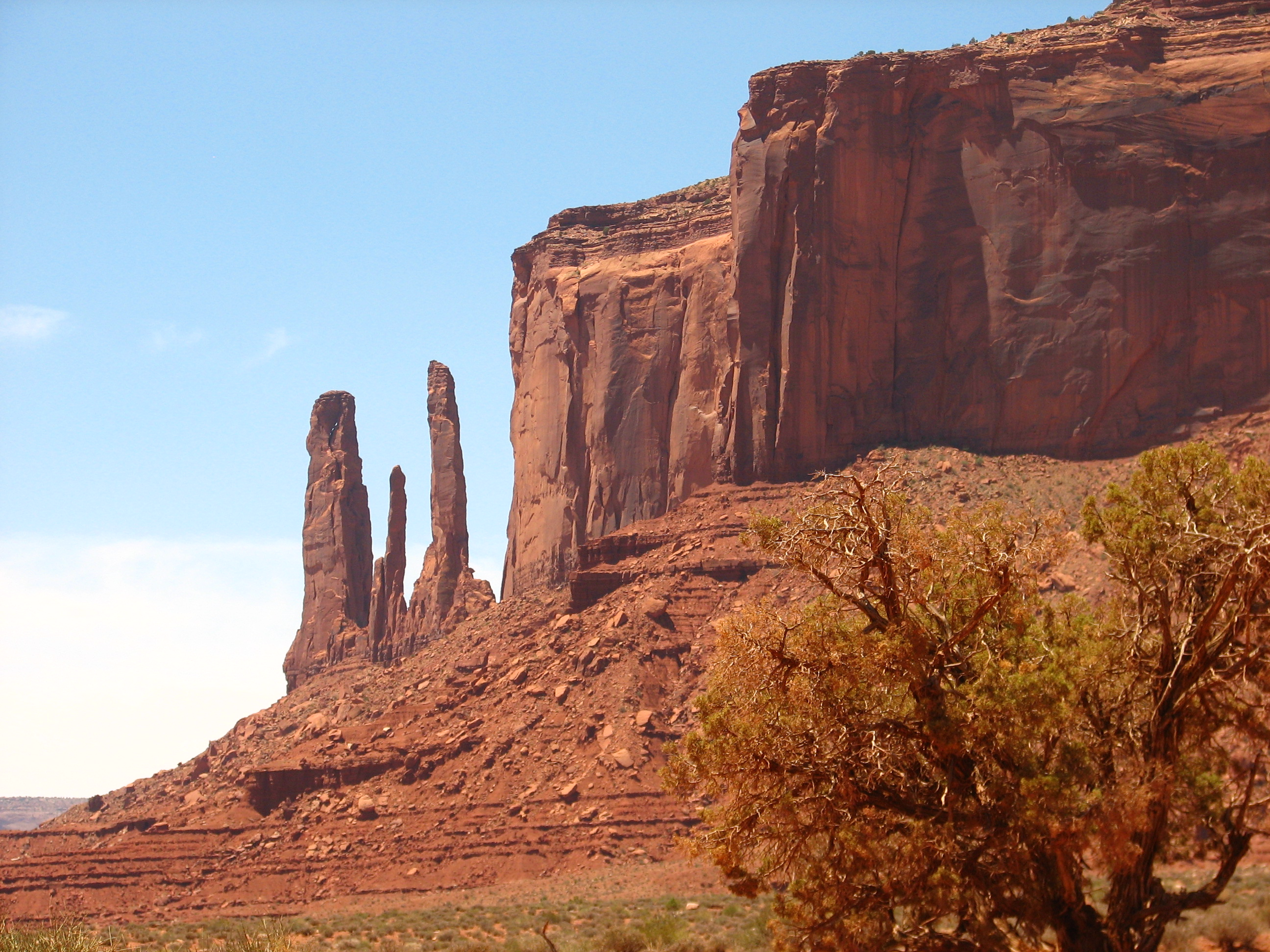
Tam Tỉ muội (Three Sisters)
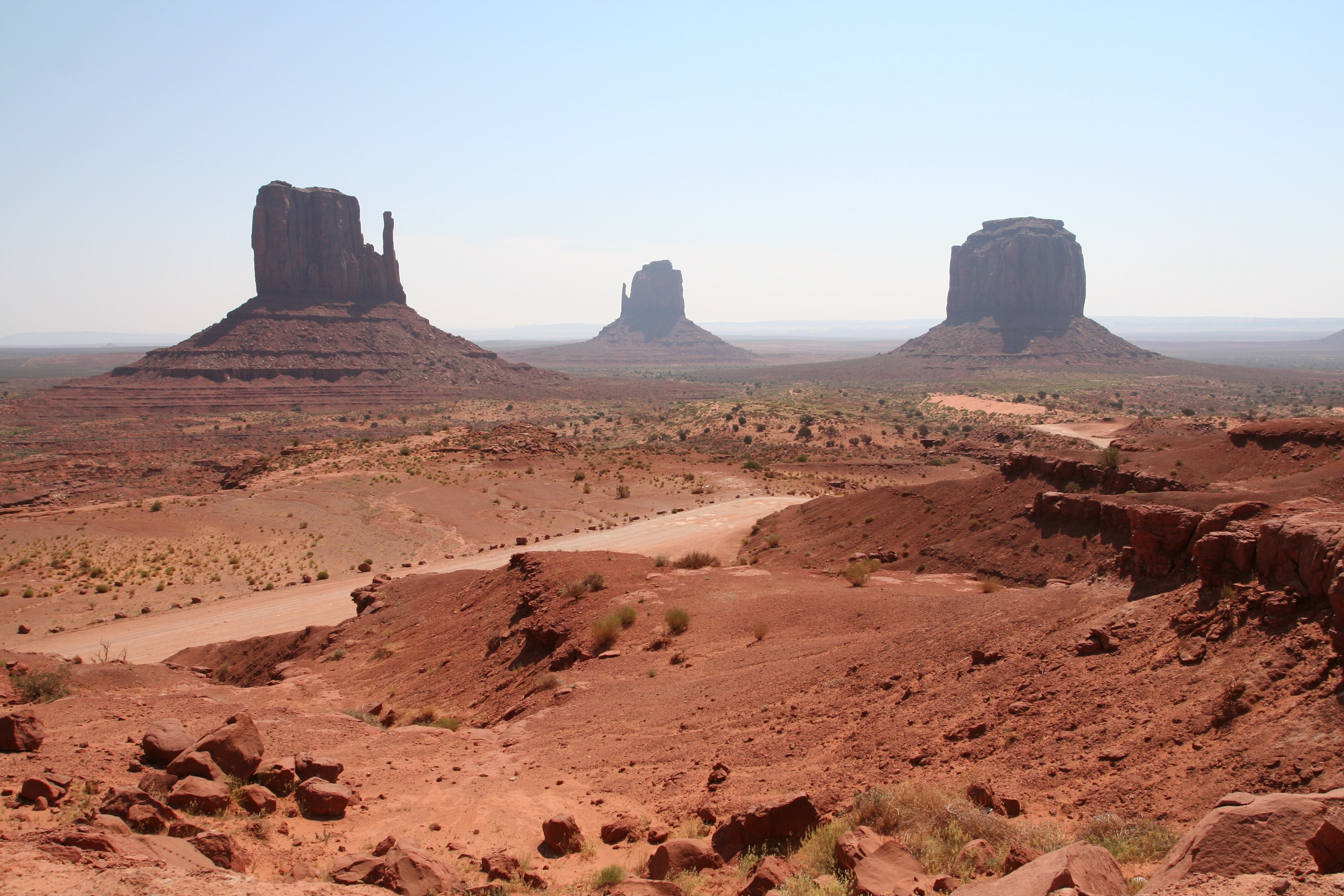
Quang cảnh nhìn từ Trung tâm Du khách